# Radical 88
El radical 88, representado por el carácter Han 父, es uno de los 214 radicales del diccionario de Kangxi. En mandarín estándar es llamado　父部, (fù　bù, «radical “padre”»); en japonés es llamado 父部, ふぶ　(fubu), y en coreano 부 (bu).
El radical «padre» aparece en la parte superior de los caracteres que clasifica (por ejemplo, en 爺).

## Nombres populares
- Mandarín estándar: 父字頭, fù zì tóu, «carácter “padre” en la parte superior».
- Coreano: 아비부부, abi bu bu «radical bu-padre».
- Japonés:　父（ちち）, chichi, «padre».
- En occidente: radical «padre».

## Galería
| Estilos antiguos                                 | Estilos antiguos                  | Estilos antiguos                        | Estilos antiguos                   | Estilos antiguos                   | Estilos empleados actualmente       | Estilos empleados actualmente  | Estilos empleados actualmente    | Estilos empleados actualmente   | Estilos empleados actualmente  |
|                                                  |                                   |                                         |                                    |                                    |                                     | 父                             | 父                               |                                 |                                |
| 甲骨文 jiǎgǔwén (escritura de huesos oraculares) | 金文 jīnwén (escritura de bronce) | 简帛 jiǎnbó (escritura de bambú y seda) | 篆文 zhuànwén (escritura de sello) | 篆文 zhuànwén (escritura de sello) | 隸書 lìshū (estilo de los escribas) | 楷書 kǎishū (estilo regular)   | 楷書 kǎishū (estilo regular)     | 行書 xǐngshū (estilo corriente) | 草書 cǎoshū (estilo de hierba) |
| 甲骨文 jiǎgǔwén (escritura de huesos oraculares) | 金文 jīnwén (escritura de bronce) | 简帛 jiǎnbó (escritura de bambú y seda) | 大篆 dàzhuàn (sello grande)        | 小篆 xiǎozhuàn (sello pequeño)     | 隸書 lìshū (estilo de los escribas) | 繁體／繁体 fántǐ (tradicional) | 简体／簡體 jiǎntǐ (simplificado) | 行書 xǐngshū (estilo corriente) | 草書 cǎoshū (estilo de hierba) |

## Caracteres con el radical 88

| trazos | carácter |
| ------ | -------- |
| + 0    | 父       |
| + 2    | 爷       |
| + 4    | 爸       |
| + 6    | 爹       |
| + 9    | 爺       |